# Минц-Пласс, Кристофер
Кристофер Чарльз Минц-Пласс (англ. Christopher Charles Mintz-Plasse; род. 20 июня 1989, Лос-Анджелес, Калифорния, США) — американский актёр. Известен ролями в фильмах «Пипец», «Взрослая неожиданность» и «SuperПерцы».

## Биография
Кристофер Минц-Пласс родился в Лос-Анджелесе 20 июня 1989 года в семье школьного консультанта Элен Минц и почтальона Рэя Пласса. В 2004 году поступил в школу «Камино реаль». Дебютным для него стал фильм «SuperПерцы». В фильме «Пипец» первоначально Кристофер пробовался на роль Пипца, но режиссёру Мэттью Вону так не нравились все его действия, что роль Кровавого Угара он получил тут же.
Снимался в короткометражке, посвящённой игре Far Cry 3. Принимал участие в съёмке клипов Ready группы Kodaline и U Don’t Know исполнителей Элисон Уандерленд и Уэйна Койна.
Кристофер озвучил Рыбьенога во всех частях франшизы «Как приручить дракона». В 2014 и 2016 годах исполнил роль Скуни в двулогии «Соседи. На тропе войны». В 2021 года снялся в триллере «Девушка, подающая надежды» с Кэри Маллиган в главной роли.

## Фильмография
| Год       |    | Русское название                             | Оригинальное название         | Роль                       |
| --------- | -- | -------------------------------------------- | ----------------------------- | -------------------------- |
| 2007      | ф  | SuperПерцы                                   | Superbad                      | Фогель (МакТрахер)         |
| 2008      | ф  | Взрослая неожиданность                       | Role Models                   | Augie Farks                |
| 2009      | ф  | Начало времён                                | Year One                      | Исаак                      |
| 2010      | с  | Мастера вечеринок                            | Party Down                    | Кент (1 эпизод)            |
| 2010      | ф  | Пипец                                        | Kick-Ass                      | Крис Д'Амико/Кровавый угар |
| 2010      | мф | Как приручить дракона                        | How to Train Your Dragon      | Рыбьеног (озвучка)         |
| 2010      | ф  | Мармадюк                                     | Marmaduke                     | Джузеппе (озвучка)         |
| 2011      | ф  | Ночь страха                                  | Fright Night                  | Эд Томпсон                 |
| 2012      | ф  | Идеальный голос                              | Pitch Perfect                 | Томми                      |
| 2013      | ф  | Movie 43                                     | Movie 43                      | Майки                      |
| 2013      | ф  | С кем переспать?!!                           | The To Do List                | Даффи                      |
| 2012      | ф  | Фар Край на собственном опыте                | The Far Cry Experience        | Кристофер Минц-Пласс       |
| 2013      | ф  | Конец света 2013: Апокалипсис по-голливудски | This Is the End               | Кристофер Минц-Пласс       |
| 2013      | ф  | Пипец 2                                      | Kick-Ass 2: Balls to the Wall | Крис Д'Амико/Мазафакер     |
| 2014      | ф  | Ярлык                                        | Tag                           | Джейкоб                    |
| 2014      | ф  | Соседи                                       | Neighbours                    | Скуни                      |
| 2014      | мф | Как приручить дракона 2                      | How to Train Your Dragon 2    | Рыбьеног (озвучка)         |
| 2016—2017 | с  | В четырёх стенах                             | The Great Indoors             | журналист Кларк Робертс    |
| 2018      | с  | Стэн против сил зла                          | Stan Against Evil             | Зак (1 эпизод)             |
| 2019      | мф | Как приручить дракона 3                      | How to Train Your Dragon 3    | Рыбьеног (озвучка)         |
| 2021      | ф  | Девушка, подающая надежды                    | Promising Young Woman         | Нил                        |